# Philotheos Bryennios
Philotheos Bryennios, Φιλόθεος Βρυέννιος, né le 26 mars/7 avril 1833 à Constantinople et mort le 5/18 novembre 1917 dans la même ville, est un évêque métropolite grec orthodoxe de Nicomédie.

## Biographie
Philotheos Bryennios est connu pour avoir découvert en 1873 le Codex Hierosolymitanus (daté de 1056), alors conservé à la bibliothèque du monastère du Saint-Sépulcre de Constantinople. Ce manuscrit contient la Didachè, l'Épître de Barnabé, la première version intégrale de la Première épître de Clément de Rome et la seconde épître attribuée au même auteur, des lettres d'Ignace d'Antioche, et une liste de livres de la Bible déterminée par Jean Chrysostome.